# Prem Vivah
Prem Vivah (Hindi: प्रेम विवाह, prem vivāh; übersetzt: Liebesheirat) ist ein Hindi-Film von Basu Chatterjee aus dem Jahr 1979.

## Handlung
Eine unverheiratete indische Frau ist schon über 30 Jahre alt. Aus der gesellschaftlichen Sicht wurde das heiratsfähige Alter schon längst überschritten. Ihre jüngere Schwester ist bereits verlobt. Sie bekommt ein schlechtes Gewissen, wenn sie daran denkt bald ein glückliches Leben einer Ehefrau zu führen, während ihre Schwester noch immer einsam ist.
Deshalb beschließt sie den passenden Ehemann für sie zu finden. Ihr entgeht dabei nicht, dass ihre Schwester einen Schauspieler verehrt. Fest entschlossen bringt sie den Schauspieler in ihr Familienleben. Unerwartet beginnt sich der Schauspieler für die jüngere Schwester zu interessieren und erkennt nicht die Liebe der Älteren. Doch letztendlich schafft die Jüngere es, den Schauspieler mit der älteren Schwester zu verkuppeln.

## Musik
| Lied                                                | Sänger                             |
| --------------------------------------------------- | ---------------------------------- |
| Jinke Aane Se Pehle Sharm Aa Gayi                   | Lata Mangeshkar                    |
| Kaaga Mera Ek Kaam Karna Kabhi Mere Preetam Ki      | Lata Mangeshkar                    |
| Milte Rahiye Milte Rahiye Milne Se Dil Mil Jaayenge | Amit Kumar, Kishore Kumar          |
| Prem Hai Jeevan Prem Hai Yauwan Prem Bina Hai Kya   | Anuradha Paudwal, Shailendra Singh |

Die Liedtexte schrieb Anand Bakshi.

## Hintergrund
Er lief ab dem 14. September 1979 in den indischen Kinos.